# CPMP-Tools
CPMP-Tools (CPMP er en forkortelse for eng.: Core-Plus Mathematics Project, mens Tools er eng. for værktøj). CPMP-Tools er et frit open source CAS-software til brug indenfor regning og matematik, der er underlagt GNU-public lincense. CPMP-Tools findes til flere styresystemer.
CPMP-Tools har flere ligheder med de to frie CAS-programmer Yacas og Xcas.

## Programmeringssprog og installation
CPMP-Tools er Java-baseret.
Da CPMP-Tools er Java-baseret, så bør man først installere Java og derefter installere CPMP-Tools.

## Styresystemer
CPMP-Tools findes til disse tre styresystemer:
- Microsoft Windows[7]
- Apple macOS
- Linux[8]

## Komponenter
CPMP-Tools er en software-pakke, som består af fire dele:
- Algebra Tools udgør regneark og computeralgebrasystem (CAS),
- Geometry Tools rummer dynamisk tegne-værktøj til konstruere, manipulere og ændre geometriske figurer.
- Statistics Tools giver mulighed for grafisk at afbillede univariat såvel dom bivariat statistisk materiale.
- Discrete Math indeholder matematisk modellering.

## Til programmets features hører
- Faktorisere polynomium med kommandoen factor(
- Løse ligning med kommandoen solve(
- Beregne differentialkvotient med kommandoen diff(
- Beregne integral med kommandoen int(
- Udføre chi-i-anden-test[4]
- Tegne funktioners grafer[11]

## Historie
Den amerikanske matematiklærer Brian Lemmen var involveret i at udvikle CPMP-Tools. CPMP-Tools blev lanceret første gang i 1992. Siden 2011 findes der forklarende videoer om CPMP-Tools. Der findes også online kurser i at anvende programmet.

## CPMP-Tools i undervisning og uddannelse
CPMP-Tools har gymnasielever og high school students og college students som målgruppe.
Michigan State University’s hjemmeside indeholder en henvisning til CPMP-Tools.

## Eksternt link
List of computer algebra systems (engelsk)